# Guy Bechtel
Guy Bechtel (ur. 16 stycznia 1931 w Strasburgu) – francuski historyk i germanista. Autor prac naukowych poświęconych Langwedocji w XVII i XVIII wieku, prześladowaniom religijnym w nowożytnej Europie oraz narodzinom nowoczesności. Uczeń Emmanuela Le Roy Ladurie.
Był autorem m.in. biografii francuskiego premiera Pierre'a Lavala (1963) oraz niemieckiego drukarza Jana Gutenberga (1992). Za tę ostatnią pracę (Gutenberg et l'invention de l'imprimerie: une enquête) otrzymał w 1993 nagrodę Akademii Francuskiej.

## Najważniejsze publikacje
- Laval vignt ans apres (1963)
- Dictionnaire de la bêtise et des erreurs de jugement, wspólnie z Jeanem-Claude'em Carrière'em (1965)
- Paracelse (1979)
- Gutenberg et l'invention de l'imprimerie: une enquête (1992)
- La Chair, le Diable et le confesseur (1994)
- La Sorcière et l'Occident (1997)
- Les Quatre Femmes de Dieu: La putain, la sorcière, la sainte et Bécassine (2000)
- Délires racistes et savants fous, Plon ; Pocket/Agora (2002)
- Le Siècle de Tégédor (powieść), Pylône (2008)

## Publikacje w polskim tłumaczeniu
- Cztery kobiety Boga: ladacznica, czarownica, święta, głupia gęś (2001)